# Какао-масло

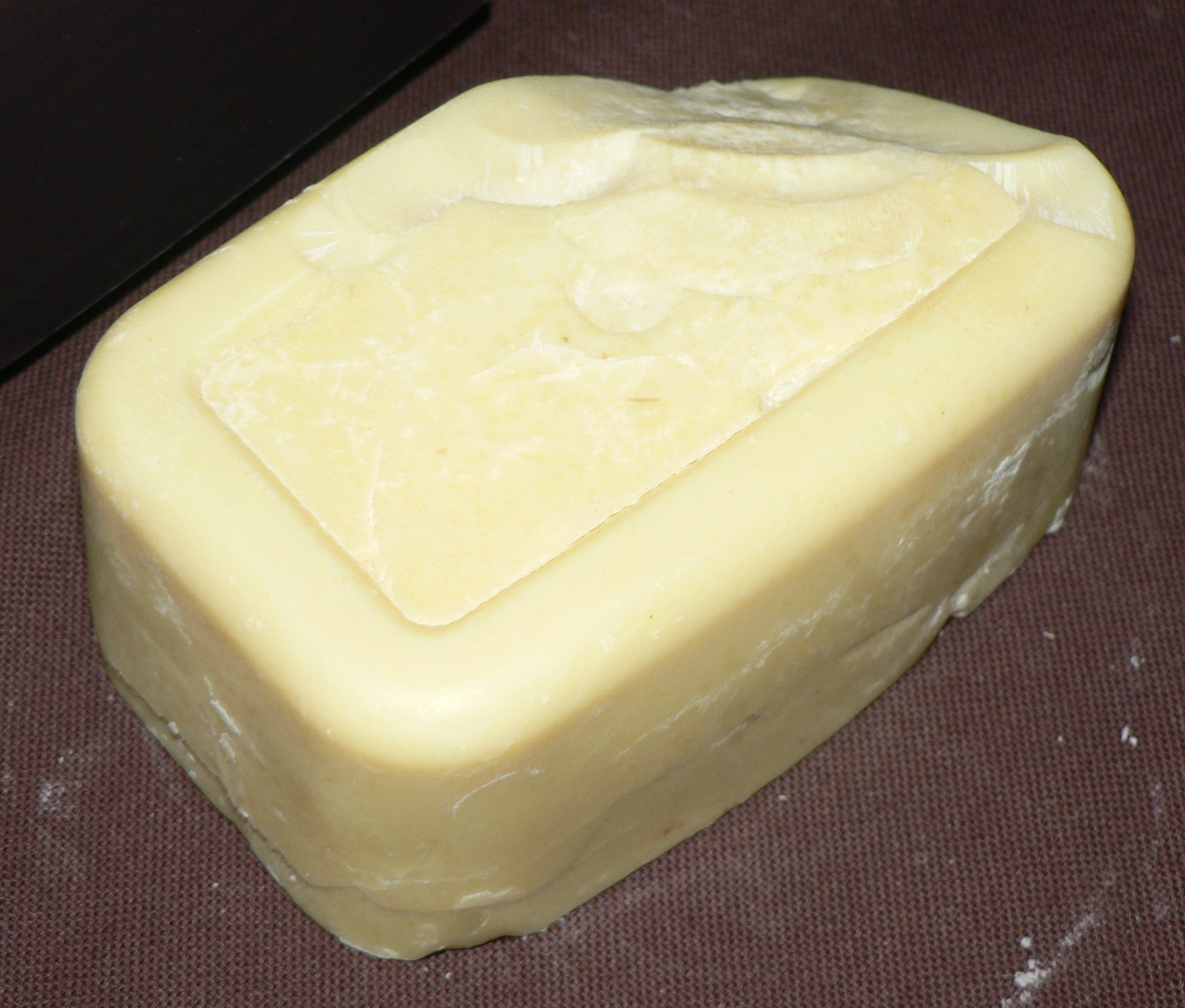
Какао-масло

Какао-масло — жир, який вилучають із зерен плодів шоколадного дерева, білувато-жовтого кольору, має тверду і ламку консистенцію при кімнатній температурі, характерний запах. Розрізняють натуральне какао-масло і дезодороване (яке додатково переробляють).

## Термін
Згідно з Великим тлумачним словником сучасної української мови, назва продукту — «какао-масло», і в багатьох мовах він називається саме маслом, а не олією (англ. cocoa butter, нім. Kakaobutter, фр. beurre de cacao). Але відповідно до думки М. Д. Гінзбурга й С. Є. Коваленка тут доречний термін «олія», бо термін «масло» необхідно вживати тільки щодо концентрату молочного жиру, а «олія» — щодо жирів рослинного походження незалежно від температури їх застигання. Це розмежування пов'язане з тим, що масло, як продукт, вироблений в організмі тварини, містить обов'язкову домішку — зоостерини, а олії — фітостерини.

## Склад та фізичні властивості
Хімічний склад — дво- та трикислотні тригліцерини. Вміст жирних кислот такий:
| Жирна кислота                   | Вміст  |
| ------------------------------- | ------ |
| Арахінова кислота (C20:0)       | 1,0 %  |
| Лауринова кислота (C12:2)       | 0,3 %  |
| Лінолева кислота (C18:2)        | 3,2 %  |
| Олеїнова кислота (C18:1)        | 34,5 % |
| Пальмітинова кислота (C16:0)    | 26,0 % |
| Пальмітолеїнова кислота (C16:1) | 0,3 %  |
| Стеаринова кислота (C18:0)      | 34,5 % |
| Інші жирні кислоти              | 0.5 %  |

При температурі 16-18 °C масло за консистенцією тверде та ламке. Температура плавлення 32-35°С. При 40 °C масло прозоре.
Колір від світло-жовтого до коричневого.
Масло має запах какао.

## Застосування
Какао-масло використовується як жирова основа для виробництва різних кондитерських виробів (шоколад), а також у парфумерній і фармацевтичній промисловостях.
Третина всіх жирів, що містяться в маслі, припадає на частку стеаринової кислоти, яка не приводить до підвищення рівня холестерину в крові. Інша третина — на долю мононенасиченої олеїнової кислоти, яка зменшує вміст холестерину. У наш час[коли?] какао-масло є основою для приготування проносних та знеболювальних свічок, різних лікувальних мазей. Широке вживання знаходить воно і в косметології, оскільки має загоювальну і тонізаційну дію завдяки наявності у своєму складі метилксантину, кофеїну, танінів. Ефективне при лікуванні опіків, висипань на шкірі, кашлю, сухих губ, а також при простудних захворюваннях.
Склад і корисні властивості масла какао: Завдяки наявності гліцеридів насичених і ненасичених
жирних кислот масло какао сприяє підтримці
оптимального рівня холестерину. Алкалоїди (кофеїн, метилксантин, таніни)
надають йому тонізаційні властивості. Лінолева і ліноленова кислоти, що
належать до незамінних кислот, є джерелами вітаміну F, стимулюють імунну
систему, мають ранозагоювальну, протизапальну, антигістамінну дію, беруть участь у метаболізмі холестерину.
Загальні рекомендації: Ефективно при лікуванні опіків, висипів на шкірі, кашлю, сухих губ, а також при простудних захворюваннях. Взимку досить
актуально лікування ГРВІ та різних вірусних інфекцій. Масло допоможе
навіть тоді, коли у вас хронічна пневмонія, або ви побоюєтеся заразитися
грипом. Володіє протиалергічними властивостями. Ідеально
використовувати при масажі для розслаблення м'язів і заспокоєння нервової
системи. Грубу шкіру робить м'якою. Надає омолоджувальний ефект, дане масло
добре не тільки для шкіри, але і для слизових оболонок. Воно створює бар'єр
для несприятливих факторів зовнішнього середовища;
Застосування в косметології: розгладження зморшок; зволоження шкіри;
усунення косметичних дефектів: шрами, рубці, і плями після прищів;
відновлення пружності та еластичності шкіри; уповільнення процесів
старіння шкіри.
Застосування: Внутрішньо: діти-½ чайної ложечки з теплим молоком і медом до смаку (при кашлі та для імунітету). Дорослі 1 чайна ложечка з молоком і медом до смаку.
Зовні: тримаючи в руці шматочок масла, прикладіть його до шкіри. Через
кілька секунд масло почне танути, і ним зручно і приємно водити по шкірі.
Добре використовувати його таким чином на ніч, при цьому тип шкіри
значення не має. При сухій шкірі можна наносити й вранці перед застосуванням
інших косметичних засобів.
Протипоказання: особам з чутливістю до масла какао.
Увага! При використанні олії в лікувальних цілях рекомендується
проконсультуватися у фахівців.

## Замінники
У зв'язку з високою ціною, не стабільними врожаями та значною різницею властивостей какао-масла в залежності від походження како-бобів, а також через спірне ставлення до вживання продуктів какао-бобів веганами (у них, зазвичай, знаходяться жучки) актуальний пошук замінників какао-масла.
У виробництві використовують натуральні або модифіковані рослинні жири, зокрема пальмоядрова, пальмова, соняшникова, ріпакова, соєва олія та їхні фракції. Застосовують для глазурі вафель, тортів, рулетів, мармеладу, печива, зефіру, сирків, морозива та інших кондитерських виробів, для відливання плиток та кондитерських фігурок. Поширені в масовому виробництві завдяки порівняно низькій вартості та якостям, що забезпечують спрощення технологічного процесу (зокрема, природне какао-масло поліморфне та має низьку температуру плавлення, що потребує темперування маси під час приготування).
Основні різновиди замінників какао-масла:
- нелауринові нетемперовані замінники какао-масла (CBR),
- лауринові нетемперовані замінники какао-масла (CBS),
- замінники POP-типу (темперовані).

Замінники мають різну сумісність із какао-маслом. CBR зберігають свої властивості при додаванні до них не більше 20% какао-масла; CBS - зберігають властивості при додаванні до них не більше 5% какао-масла; замінники POP-типу повинні мати сумісність з маслом какао не менше 25%. При перевищенні значень відбувається утворення евтектичних сумішей (з нижчою температурою плавлення ), що призводять до різкого зниження твердості та погіршення якості виробів.
Глазурям, які виготовлено з застосуванням замінників какао-масла нелауринового типу, і сумішам з ними, характерна меншою ламкістю, ніж у виробах на основі какао-масла або замінників лауринового типу. Підвищений вміст транс-ізомерів жирних кислот у замінниках масла какао є істотним недоліком, особливо враховуючи тиск з боку споживачів щодо необхідності зниження їхнього вмісту в харчових продуктах.
Характерною особливістю лауринових замінників є високий вміст лауринової та міристинової жирних кислот (відповідно 45-55% та 15-25%). Як правило, вони мають температуру плавлення 34-36° С і досить круту криву плавлення, що забезпечує високі споживчі характеристики. Глазур з них має блискучу поверхню, хрумтить при розкушуванні, швидко тане в роті. Оскільки температура плавлення є основою лауринових замінників пальмоядрової та кокосової олії — 26⁰С, то для збільшення твердості та підвищення термостійкості до необхідного для кондитерської промисловості значення ці олії піддають повній гідрогенізації, завдяки чому знижується вміст ненасичених жирних кислот. Іншим способом збільшення твердості для отримання продуктів з крутішими кривими плавлення є фракціювання сухим способом, при якому відділяються кристали жиру шляхом пресування під високим тиском. Через складний тригліцеридний склад лауринові жири-альтернативи кристалізуються безпосередньо в стабільну бета-форму, що й дозволяє виключити темперування при приготуванні глазурі.
У замінниках POP-типу основним компонентом є 2-олеодипальмітин (більше 50%), у яких міститься не більше 1% масової частки лауринової кислоти.